# Свети Анастасий (Нестиме)
Вижте пояснителната страница за други значения на Свети Атанасий.
„Свети Атанасий“ (на гръцки: Αγίου Αθανασίου)  е православна църква край костенарийското село Нестиме (Ностимо), Егейска Македония, Гърция, част от Сисанийската и Сятищка епархия.

## Местоположение
Църквата е разположена в планината Одре (Одрия) югозападно от Нестиме и северозападно от Бухин (Антиро).

## История
Църквата заедно с разположената малко на югоизток „Свети Архангели“ е част от Старо Нестиме, което е разрушено по времето на Али паша Янински и е преместено на сегашното място.